# Марі-Єрнур
Марі́-Єрну́р (рос. Мари-Ернур, марій. Марий Ернур) — присілок у складі Оршанського району Марій Ел, Росія. Входить до складу Великопольського сільського поселення.

## Населення
Населення — 191 особа (2010; 198 у 2002).
Національний склад (станом на 2002 рік):
- марійці — 95 %